# Arbolito (villancico)
«Arbolito» es un villancico de origen cubano conocido en Latinoamérica y  en las islas Canarias. La melodía proviene de la canción española "Puentecito, puentecito", interpretada por Antoñita Moreno, y compuesta en 1945 por Ramón Perelló Ródenas (letra) y Genaro Monreal Campanera (música). La letra navideña es de la autoría de Juan Oller Pons, músico e historiador de la Orquesta Casino de Sevilla en Cuba.

## Historia
En Cuba, el villancico fue publicado en el LD "El Arbolito" (1950-1951), interpretado por la Orquesta Casino de Sevilla bajo el sello "Panart", y en Puerto Rico fue publicado en el LP compilatorio "Navidad en el Trópico" (1957), interpretado por José Antonio Salamán bajo el sello Ansonia. En esta última versión acompañan en los coros José Raúl Ramírez, las hermanas Ocasio y Joe Blanco.
El tema "Arbolito" fue muy popular tanto en Cuba como en Puerto Rico, lugares donde existía una devoción por las novenas de Navidad y donde ya había una tradición de colocar árboles navideños en algunos hogares.
El villancico posteriormente llegó a formar parte de las rondallas de navidad en Canarias.

## Otras versiones
En 1958 el tema es incluido en el disco recopilatorio "Canciones de Navidad" de Fernando Albuerne y Coro de Madrigalistas, interpretado por la Orquesta Casino de Sevilla y Miguel Bodegas con el Trío de Isolina Carrillo.
En 1959 el artista cubano Arty Valdés y Su Trío lanzan una versión en guaguancó bajo el sello Gema.
En 1968 la cantante puertorriqueña Lissette incluye el tema en su álbum "Lissette Y La Tuna Universitaria De Puerto Rico – Ronda Navideña".
En 1973 aparece una versión salsera de "Arbolito" en el disco "Asalto Navideño Vol. II" de Héctor Lavoe, Willie Colón y Yomo Toro.
En 1993 Gloria Estefan incluye el tema en su disco Christmas Through Your Eyes bajo el nombre "Arbolito de Navidad". Cabe resaltar que en el álbum imprimieron por error como autor a José Barros cuya cumbia, también llamada "Arbolito de Navidad", no guarda relación alguna con el villancico.
En 1994 Celia Cruz y Tito Puente interpretan la versión salsa de "Arbolito" en el espectáculo llamado "Navidad de las Américas", realizado en Miami.